# Lee Si-young

Lee Si-Young (nacido el 9 de noviembre de 1949) (Hangul: 이시영) es un escritor sucoreano.

## Biografía
Lee Si-young nació en Gurye, provincia de Jeolla del Sur, Corea del Sur. Empezó a publicar poesía en 1969. Su primer volumen de poesía, Luna llena (Manweol), vio la luz en 1976. Diez años después publicó su segundo volumen. Fue vicepresidente de la editorial Chagjakgwa Bipyeong durante muchos años. También ha trabajado como mánager del Centro de Escritura Creativa en la Universidad Dankook y en el año 2012 fue elegido presidente del Consejo de la Asociación de Escritores de Corea.

## Obra
Un poeta de sensibilidad delicada, empezó su carrera describiendo la vida diaria bajo la dictadura militar de Park Chung-hee en los setenta y en los ochenta desde la perspectiva de la gente corriente, un tema que ha explorado con amor y simpatía. Tal amor se ha manifestado bajo la forma de algo más que una poesía confesional: busca transformar su arte en una canción para las gentes que sufren. Sus primeros poemas son largos y prosísticos, expresan su compasión por el pobre y el débil, y al mismo tiempo manifiestan una fuerte determinación de conservar su humanidad incluso en medio de las dificultades.
En los noventa sus poemas se volvieron mucho más cortos. Compuestos solo de dos o tres líneas, se parecen a los poemas budistas zen en su uso de un lenguaje mínimo y una forma compacta para sintetizar un mensaje profundo y una resonancia simbólica. Sus poemas de este periodo nos recuerdan que el poeta debutó con el sijo, que es la poesía tradicional coreana caracterizada por sus restricciones en la forma.
Esa evolución en su poesía muestra que la urgencia y las acuciantes emociones de los primeros años han sido reemplazadas por la calma psicológica y el lujo contemplativo. Lee Si-young ha manifestado que le basta que sus poemas no sean más que pequeñas ondas que trasmiten su corazón a los lectores y "se queden en su regazo como hojas caídas antes de desaparecer". En esta época de excesos, desea que su poesía permanezca bajo la forma de pequeñas ondas. Su poesía es un suave reproche a los poetas excesivamente sentimentales y, al mismo tiempo, la humilde confesión de un poeta mayor que ha soportado grandes dificultades y se ha mantenido fiel a su arte.

## Obras en coreano (lista parcial)
Poemarios
- Luna llena (Manwol, 1976),
- Dentro del viento (Baramsokeuro, 1986),
- Pararrayos y corazón (Piroichimgwa shimjang, 1989),
- Estampado (Munui, 1994),
- En el medio (Sai, 1996),
- El calmo cielo azul (Joyonghan pureun haneul, 1997),
- Silbido de plata (Eunbit hogak, 2003),
- Mar, lago (Bada hosu, 2004)

## Premios
- Premio Literario Seorabeol (1994)
- Premio Literario Jeong Ji Yong (1996)